# Hilda Tenorio
Hilda Eliana Tenorio Patiño (Morelia, Michoacán, 11 de junio de 1986) es una torera y abogada mexicana. Recibió la alternativa en la Plaza de Toros México el 28 de febrero de 2010, convirtiéndose así en la primera mujer en tomar la alternativa en la gran Plaza, la más grande del mundo. El 3 de mayo de 2019 recibe fuerte cornada en el rostro en el Relicario en la ciudad de Puebla.

## Biografía
Hilda Eliana Tenorio Patiño, nació en Morelia, Michoacán, el 11 de junio de 1986, hija del Dr. Fernando Tenorio Cabrera y de Hilda Patiño.
Desde niña fue mejor promedio en sus estudios, llevándose diversos reconocimientos en primaria, secundaria y preparatoria, donde incluso fue acreedora al Premio Padre de la Patria.

Estudió la carrera de Licenciada en Derecho en la Universidad Michoacana de San Nicolás de Hidalgo, recibiéndose con mención honorífica.

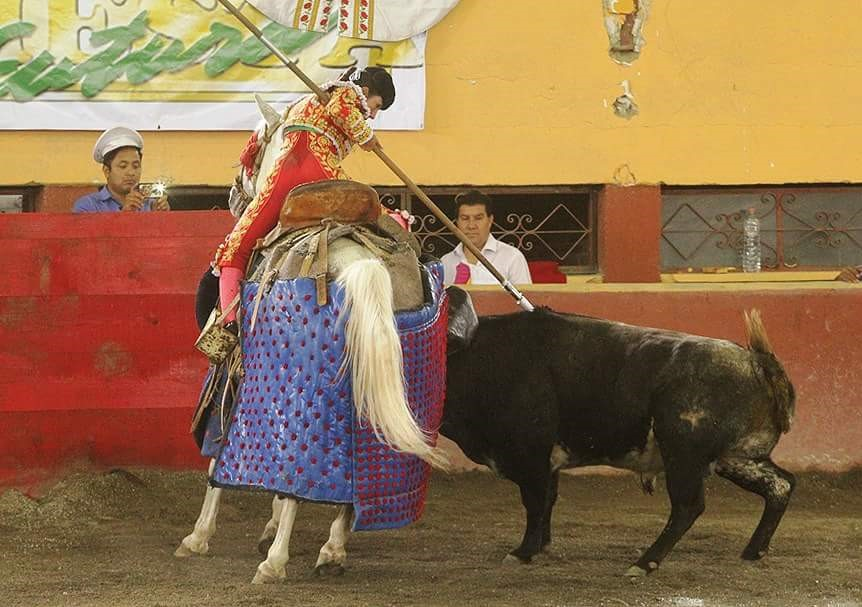
Hilda Tenorio picando a uno de sus toros. Único caso en la historia que una mujer Matadora se sube al caballo a picar

Desde los 13 años se interesó en la tauromaquia, y después de varios meses entrenando con su maestro Rutilo Morales, su primera actuación como becerrista fue el 30 de mayo de 2001 en Salvatierra, Guanajuato, donde alternó con Joselito Adame. 
Después de una extensa gira como becerrista por toda la república, donde incluso toreó dos tardes en la Plaza de Toros México, debutó en este mismo exigente y magno escenario como novillera el 10 de octubre de 2003, tarde en la que salió a hombros por la puerta grande. 
El 19 del mismo mes, en ese mismo escenario, da una vuelta al ruedo por un par de banderillas que sorprende y que muchos le atribuyen su invención: "El Par Doble". 
Queda como triunfadora de las temporadas novilleriles 2003, 2004 y 2005 de la Plaza de Toros México. 
En 2005 realiza la hazaña de quitar el ayuno de 10 años en que un novillero no lograra cortar 3 orejas en una sola tarde en esta plaza, y caso único en una mujer. 
El romance de Hilda Tenorio con la Plaza más importante de América, la Plaza de Toros México sigue, y es cuando escribe con letras de oro uno de los capítulos más memorables de esta plaza. El 28 de febrero de 2010, después de 64 años de historia, Hilda Tenorio se convierte en la primera mujer en convertirse en Matadora de toros en la Catedral del toreo en México. Recibió su alternativa de manos de Manolo Mejía y de testigo el almeriense Ruiz Manuel con toros de la ganadería de Autrique que además rondaban los 6 años de edad. Esa tarde, se convierte en la primera matadora de toros que corta una oreja en la Plaza México y salió a hombros entre la algarabía del público que extasiado reconocía el valor inigualable de la torera. 

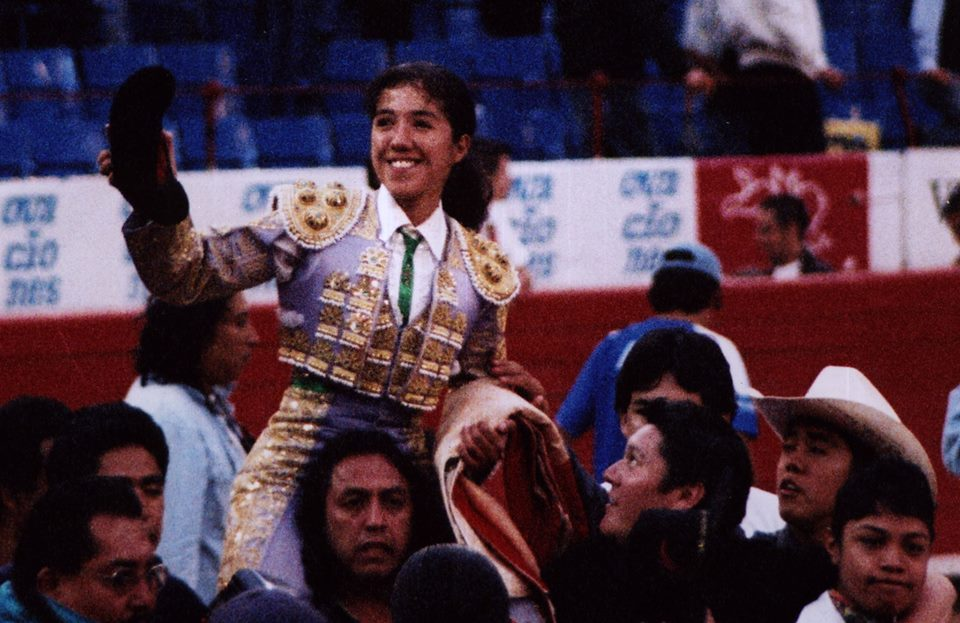
Hilda Tenorio en una de sus salidas a hombros de la Monumental Plaza de Toros México.

Por si fuera poco, el 15 de mayo de 2016 en Tepotzotlán, México, se convirtió en la primera y única mujer en la historia mundial que realiza una encerrona, es decir, ella sola lidió la corrida entera de 6 toros. Durante esta corrida se registró un hecho insólito, por primera vez una Matadora de toros tiene la osadía de subirse a picar uno de sus toros. 

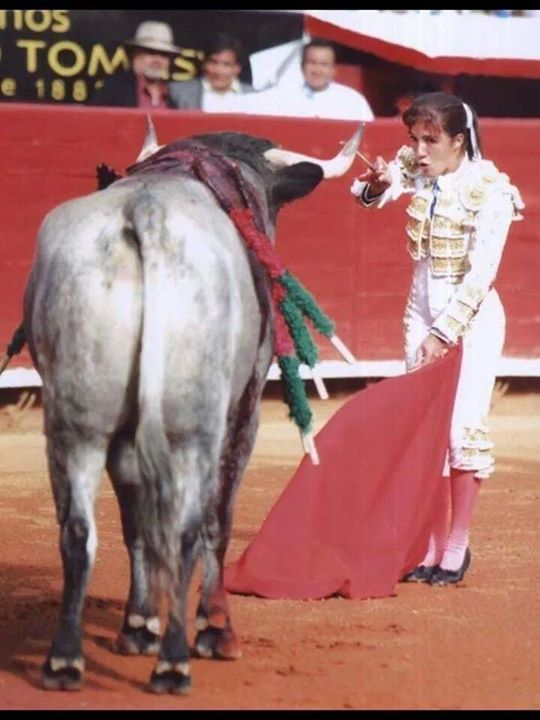
El toro de la alternativa de Hilda Tenorio, un toro con toda la barba.

El 8 de mayo de 2010 se presentó en Saltillo, Coahuila, con un triunfo importante ante toros de la ganadería San Martín. En relación con su actuación, el reconocido periodista taurino Don Julio Téllez, sentenció en el programa Toros y Toreros del Instituto Politécnico Nacional -"Hilda Tenorio es la torera más importante de la Historia Taurina Universal.  El 3 de mayo de 2019 fue gravemente herida por una cornada recibida durante una presentación en la Plaza del Relicario en Puebla.